# Штаб межвойсковых операций
Штаб межвойсковых операций (англ. Combined Operations Headquarters) — штаб при Военном министерстве Великобритании, существовавший с 1940 по 1947 годы и отвечавший за организацию рейдов на оккупированную немцами территорию Континентальной Европы. Рейды проводились специальными морскими и армейскими частями. Первым начальником штаба был адмирал флота Роджер Киз (17 июля 194 — 27 октября 1941), далее его сменил лорд Луис Маунтбеттен, а затем и генерал-майор Роберт Лэйкок (октябрь 1943—1947). Главными силами, подчинявшимися штабу межвойсковых операций, были британские коммандос. Штаб занимался разработкой военных операций, генерацией идей и подготовкой вооружения для того, чтобы наносить противнику любой возможный урон. В полномочия штаба также входила подготовка морских десантных операций и разработка специальных десантных кораблей и плавающей бронетехники. Гербом штаба был орёл, изображённый над пистолетом-пулемётом на фоне морского якоря, что символизировало три части вооружённых сил Великобритании: авиацию, армию и флот.

## Операции
Штаб межвойсковых операций занимался планированием разведывательных операций, в ходе которых британцы подыскивали идеальное место для массированного морского десанта: полученные штабом разведданные понадобились для организации Сицилийской и Нормандской морских десантных операций. Разведкой занимались так называемые «Лоцманские отряды межвойсковых операций» (англ. Combined Operations Pilotage Parties), куда входили моряки британского флота, морские пехотинцы, инженеры и десантники SBS. Наиболее известные операции:
- Операция «Франктон»[англ.]: высадка на складных каноэ на французское побережье.
- Гавань «Малберри»: временные морские порты, созданные перед высадкой в Нормандии.
- Проект «Хабаккук»: временный авианосец, созданный из пайкерита (смеси льда и опилок).
- Операция «Гамбит»[англ.]: разведка на подлодках типа X[англ.] пляжей «Сорд» и «Джуно».
- Военные учения «Тигр»[англ.]: подготовка к высадке в Нормандии, закончившаяся гибелью 946 американских солдат.
- Брюневальский рейд: захват Вюрцбургского радара.
- Операция «Кокейд»[англ.]: серия попыток отвлечения немецкого внимания перед высадкой в Нормандии.
- Операция «Плуто»: подводный нефтепровод, прошедший под Ла-Маншем в помощь войскам союзников.

## Некоторые подразделения
- 62-е подразделение коммандос[англ.], также известное как «Малое рейдерское подразделение» (англ. Small Scale Raiding Force).

## В культуре
- В фильме «Атака на железное побережье[англ.]» штаб разрабатывает операцию по высадке британских коммандос на французское побережье[1].